# Sápmis herrlag i fotboll
Samelands herrlag i fotboll är ett fotbollslag som representerar det samiska folket och Sameland. Laget är inte medlem i Uefa eller Fifa, och kan därför inte vara med i någon av deras tävlingar.
Man har spelat inofficiella landskamper, den första i juli 1985 då man förlorade mot Åland med 4-2 i Mariehamn.
Laget administrerades tidigare av  Samernas fotbollsförbund, som bildades 2003 och var medlemmar i Nouvelle Fédération-Board, som organiserar matcher för icke-officiella landslag, men ansvaret har övertagits av FA Sápmi som bildades 2014.
Samelands herrlandslag vann Viva World Cup då turneringen arrangerades första gången 2006, där samerna spelade final mot Monaco och vann med resultatet 21-1.
Därefter spelades 2008 Viva World Cup i Gällivare och Malmberget i Sverige, med Sameland som värdar. Padanien vann turneringen.
Viva World Cup spelades för sista gången 2012, och istället arrangerades Conifa World Cup.
Sápmi valdes då som värd för Världsmästerskapet i fotboll för stater, minoriteter, statslösa människor och regioner som inte är anslutna till Fifa i Östersund 2014 arrangerat av Conifa där laget kom på tionde plats. År 2016 kom de på femte plats i Världsmästerskapet i  Abchazien.